# Anomala usambica
Anomala usambica är en skalbaggsart som beskrevs av Hermann Julius Kolbe 1897. Anomala usambica ingår i släktet Anomala och familjen Rutelidae. Utöver nominatformen finns också underarten A. u. meruana.